# NGC 4419
NGC 4419 é uma galáxia espiral barrada (SBa) localizada na direcção da constelação de Coma Berenices. Possui uma declinação de +15° 02' 52" e uma ascensão recta de 12 horas, 26 minutos e 56,4 segundos.
A galáxia NGC 4419 foi descoberta em 8 de Abril de 1784 por William Herschel.